# Huang Wenyi
Huang Wenyi (em chinês:  黄 文仪, Huáng Wényí; Chaozhou, 6 de março de 1991) é uma remadora chinesa, medalhista olímpica.

## Carreira

### Rio 2016
Huang competiu nos Jogos Olímpicos de 2012 e 2016, sempre obtendo medalhas. Em Londres, conquistou a medalha de prata na prova do skiff duplo peso leve ao lado de Xu Dongxiang. Quatro anos depois, no Rio de Janeiro, foi a medalhista de bronze na mesma prova, dessa vez com Pan Feihong.